# Limnephilus orientalis
Limnephilus orientalis är en nattsländeart som beskrevs av Martynov 1935. Limnephilus orientalis ingår i släktet Limnephilus och familjen husmasknattsländor. Inga underarter finns listade i Catalogue of Life.